# 饶桓
饶桓（?—?），江西人，是一名明朝政治人物。
饶桓曾于景泰年间接替程羽任延平府知府一职，景泰年间由胡钦接任。